# Christian Bartholomae
Christian Bartholomae, né le 21 janvier 1855 à Thurnau, en royaume de Bavière, et mort le 9 août 1925 à Langeoog, île de la Frise-Orientale, est un linguiste allemand, spécialiste de linguistique comparée des langues indo-européennes et, plus particulièrement des langues indo-iraniennes.

## Biographie
Friedrich Christian Leonhard Bartholomae a fait ses études universitaires de 1872 à 1877 aux universités de Munich, Erlangen et Leipzig.
Il a enseigné successivement aux universités de Halle-Wittenberg (1879), de Münster (1885), de Giessen (1889) et d'Heidelberg (1909-1924).
Son nom est associé à la loi de Bartholomae, loi phonétique concernant le consonantisme des langues indo-iraniennes.